# Coniopteryx pygmaea
Coniopteryx pygmaea är en insektsart som beskrevs av Günther Enderlein 1906. Coniopteryx pygmaea ingår i släktet Coniopteryx och familjen vaxsländor. Arten är reproducerande i Sverige. Inga underarter finns listade i Catalogue of Life.